# 巫州
巫州，中国唐朝时设置的州。
贞观八年（634年），分辰州龙标县置巫州，因巫山巫水而得名。下辖四县：龙标县（今湖南省洪江市黔城镇）、夜郎县（今湖南省新晃县）、朗溪县（今湖南省洪江市托口镇）、思征县（今湖南省怀化市鹤城区盈口乡狮子岩）。贞观九年（635年），废思征县。天授二年（691年），改为沅州，分夜郎县设渭溪县（今湖南省玉屏县新店乡）。长安三年（703年），割夜郎、渭溪二县置舞州。先天二年（713年），又置潭阳县（今湖南省芷江侗族自治县新店坪镇里街村）。开元十三年（725年），改沅州为巫州，治所在龙标县（原黔阳县）（今湖南省怀化市黔阳古城）。辖境相当今湖南省怀化、洪江区、芷江、会同、靖州、通道及贵州省天柱等市县地。天宝元年（742年），改为潭阳郡。乾元元年（758年），复为巫州。大历五年（770年）更名叙州。北宋熙宁七年（1074年）改名沅州。
高力士流放巫州时作诗《感巫州荠菜》：两京作芹卖，五溪无人采。夷夏虽有殊，气味都不改。
唐朝巫州刺史
- 张祖令（贞观年间）
- 韩符（唐高宗时）
- 刘行实（武周初年）
- 薛舒（758年、759年）
- 高某（大历初年）